# Laksman Sen
Lakshman Sen (que reinó entre 1178 y 1207) fue el cuarto rey de la dinastía Sena de Bengala. Sucedió a su padre Ballal Sen, y reinó durante unos 28 años.
La historia de su reino pudo ser reconstruida a partir de los epígrafes de su época que se han ido descubriendo.
Se cree que debe de haber sido bastante viejo, quizá de unos sesenta años, cuando sucedió a su padre. Siete inscripciones en cobre han sido encontrados en diferentes partes de Bengala, cinco de ellos emitido a principios de su reinado en Bikrampur. Esto demuestra que Bikrampur era el centro del imperio en sus primeros días. Estas inscripciones lo muestran como un gran líder militar como también un mecenas de intelectuales.
Al ascender al trono asumió el título de Ariraja-Madana-Sankara. Junto con el título tradicional de Gaureswara (dueño de la ciudad de Gauda), también asumió el título Paramvaishnava (muy krisnaísta) en lugar del epíteto anterior de Paramésuara (‘supremo dueño’) que habían utilizado Viyaia Sen y Balal Sen. Esto indica que Laksman Sen era un devoto krisnaísta, a diferencia de su padre y su abuelo, que habían sido shivaístas. Esto también es apoyado por el hecho de que todas las proclamas oficiales a partir de entonces comenzaban con una invocación al dios Naráian. En la corte de Laksman Sen trabajaban Yaiádeva (quizá el famoso poeta de Orissa), Dhoyi y Umapati Dhar, entre otros. Su primer ministro, Jalaiudha, era él mismo un gran poeta. El rey mismo fue un hombre de letras que completó la obra Adbhut-sagar (‘asombroso océano’) iniciada por su padre, según cuenta la tradición.
Así, la gloria militar de la dinastía Sen llegó a su clímax bajo Laksman Sen, en una forma en que el último destello antes de su fin sin gloria. Según sus propias planchas de cobre, logró victorias sobre los reyes vecinos en todas las direcciones. En particular se conocen sus victorias sobre los reyes de Gaur, Kamrupa, Kalinga y Kashi (actual Benarés). Según los informes, se erigieron pilares en conmemoración de sus actividades militares en Puri, Kashi y Prayagraj. También es cierto que venció al ejército del gobernante pala en el oeste y continuó su campaña con éxito contra los Gahadavalas que se habían establecido en Magadha. Él fue el primer gobernante de Bengala que extendió su soberanía más allá de Benarés. Algunas inscripciones encontradas en Gaia poco después de su reinado dan fe de su gobierno en esa región. Pero su gobierno también marcó el principio del fin de la era Sen.
Las fuentes contemporáneas proporcionan suficiente evidencia para indicar que la desintegración del reino Sena comenzó en la última parte del reinado de Laksman Sen, tanto debido a las fuerzas centrífugas internas como a la entrada de invasores musulmanes desde Asia central de origen turcomano. Hay evidencia de inscripciones de que en el año 1196 un tal Damanpal estableció un reino independiente en los Sundarbans del delta del Ganges. También Orissa y Kamrup probablemente también se independizaron de la soberanía Sen.
Otro desafío provino del surgimiento del reino Pattikera en la región Tippera, bajo el rey Rana-Bankar-Nala Jari-Kala-Deva, que ascendió al trono en torno al 1201 a 1203 y gobernó hasta 1217. Esto es conocido por una inscripción descubierta en las colinas Mainamati, cerca de Comila. También parece que un reino bajo la familia Deva se levantó en el territorio más allá del río Meghna.